# Victor Obinna
Victor Nsofor Obinna (1987. március 25.) nigériai labdarúgó, aki jelenleg a West Ham Unitedben játszik, az Internazionalétól kölcsönben.

## Pályafutása

### Enyimba
Obinna több nigériai csapat ifiakadémiáját is megjárta, köztük az Enyimbáét is. Itt figyelt fel rá a FIFA egyik ügynöke, Marcelo Houseman, aki több csapatnak is beajánlotta. Az Internél, a Perugiánál és a Juventusnál is járt próbajátékon. Végül a brazil Internacionallal írt alá szerződést, de végül a szükséges engedélyek hiányában nem jött létre az üzlet.

### Chievo
2005 júliusában a Chievo  ötéves  szerződést kötött Obinnával. 2005. szeptember 11-én, a Parma ellen mutatkozott be tétmeccsen új csapatában. A 2006-os év első hónapjaiban eltiltás miatt nem játszhatott. Azért büntették meg, mert a Chievo mellett az Internacionallal is szerződése volt. Első szezonjában 26 mérkőzésen lépett pályára és hat gólt szerzett.
A 2006/07-es idényben a Chievo kiesett a Serie A-ból, ami miatt felmerült Obinna távozása. Végül azonban a csapatnál maradt és segített nekik a visszajutásban. 2007. október 4-én Obinna súlyos autóbalesetet szenvedett egy edzésről hazafelé tartva. Kocsija többször felborult és totálkárosra tört, de ő néhány zúzódással megúszta. Az eset mindössze 100 méterre történt attól a helytől, ahol 2002-ben a Chievo játékosa, Jason Mayélé halálos balesetet szenvedett.

### Internazionale
Obinnát 2008 nyarán leigazolta az Internazionale. Az Everton megpróbálta azonnal kölcsönvenni, de nem tudtak munkavállalási engedélyt szerezni a játékosnak. Első gólját 2008. október 19-én, egy AS Roma elleni mérkőzésen szerezte az Interben. 2009. augusztus 26-án kölcsönvette a spanyol Málaga. Október 4-én, a Xerez ellen szerezte első gólját. 2010. augusztus 27-én a West Ham Unitedhoz ment kölcsönbe egy szezonra.

## Válogatott
Obinna 2005 óta tagja a nigériai válogatottnak. Részt vett a 2006-os afrikai nemzetek kupáján, ahol 2006. február 4-én megszerezte első válogatottbeli gólját, Tunézia ellen. Részt vett még a 2008-as és a 2010-es afrikai nemzetek kupáján. Behívót kapott a 2010-es világbajnokságra is.

## Külső hivatkozások
- Statisztikái a FootballDatabase-en
- Adatlapja a Soccerneten
- Adatlapja a FIFA honlapján Archiválva 2010. június 18-i dátummal a Wayback Machine-ben
- Válogatottbeli statisztikái

## Fordítás
- Ez a szócikk részben vagy egészben  a   Victor Nsofor Obinna című angol Wikipédia-szócikk fordításán alapul.  Az eredeti cikk szerkesztőit annak laptörténete sorolja fel. Ez a jelzés csupán a megfogalmazás eredetét és a szerzői jogokat jelzi, nem szolgál a cikkben szereplő információk forrásmegjelöléseként.